# قهوه‌ساز

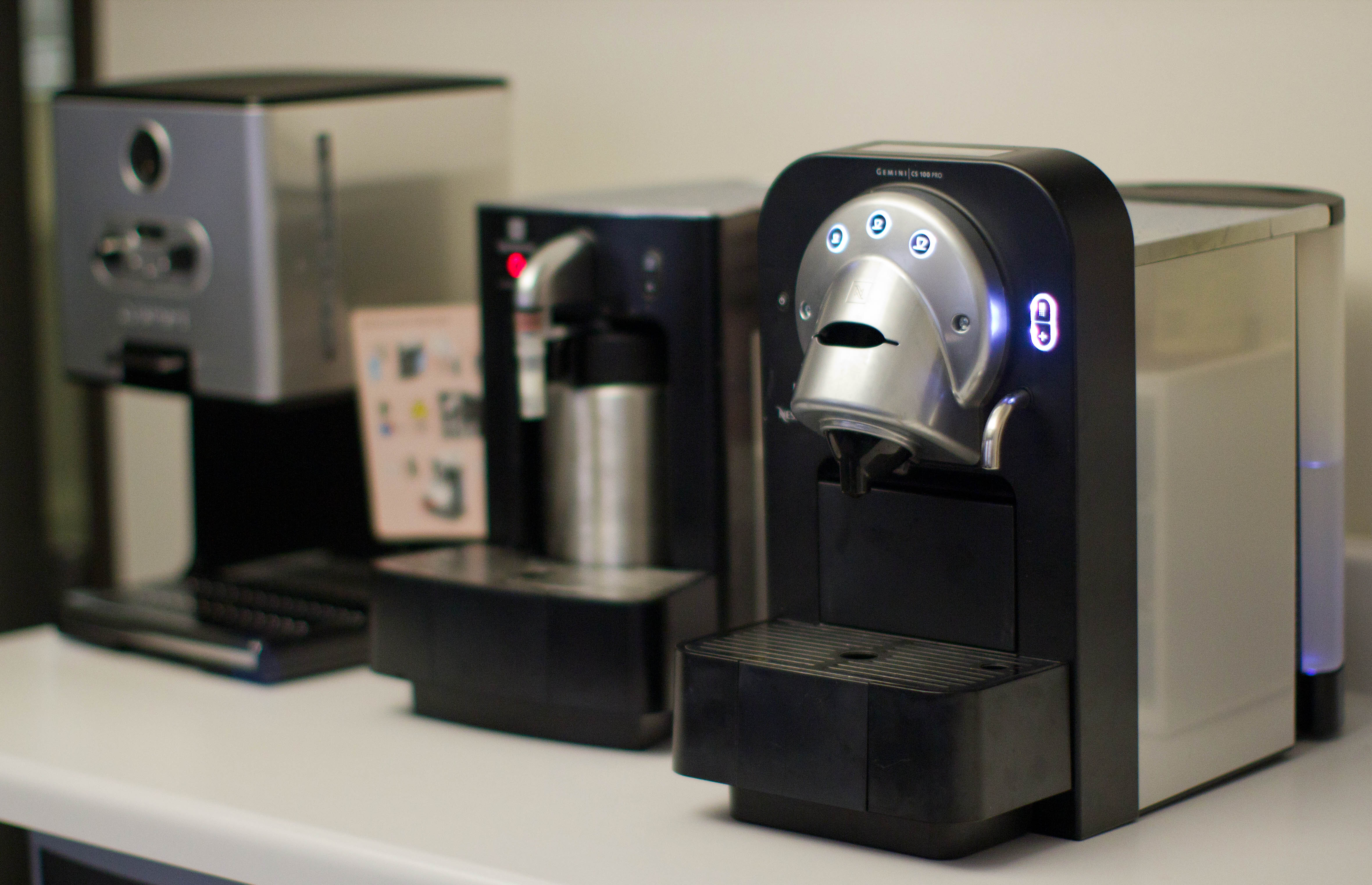
قهوه‌ساز قرار گرفته در ساختمان بنیاد ویکی‌مدیا

قهوه‌ساز (به انگلیسی: Coffeemaker) یا قهوه جوش، ابزاری برای آماده‌سازی قهوه است. در بیشتر قهوه‌سازها، دانه‌های قهوه در یک قیف قرار می‌گیرند و قیف نیز در بالای قهوه جوش قرار دارد. آب سرد در محفظهٔ جداگانه قرار دارد که بعد تا نقطه جوش گرم می‌شود و به درون قیف هدایت می‌شود.
نسل جدید قهوه ساز، قهوه ساز هوشمند است که از انواع لوازم خانگی هوشمند است. این نوع دستگاه قابلیت روشن شدن خودکار، خاموشی خودکار و عملکرد خودکار و اتوماتیک دارند. 